# Ботсвана на літніх Олімпійських іграх 2012
Ботсвана на літніх Олімпійських ігор 2012 була представлена в двох видах спорту.

## Нагороди
| Медаль | Спортсмен    | Вид спорту     | Дисципліна      |
| ------ | ------------ | -------------- | --------------- |
| Срібло | Найджел Амос | Легка атлетика | Чоловіки, 800 м |